# IC 4042A
IC 4042A је лентикуларна галаксија у сазвјежђу Береникина коса која се налази на листи објеката дубоког неба у Индекс каталогу.
Деклинација објекта је + 27° 57' 48" а ректасцензија 13h 0m 42,8s. Привидна величина (магнитуда) објекта IC 4042 износи 15,0 а фотографска магнитуда 16,0. IC 4042A је још познат и под ознакама RB 113, DRCG 27-116, PGC 44809.